# Xuanzang
Xuanzang (en chino: 玄奘; Wade-Giles: Hsüan-tsang; c. 602-664) fue un célebre monje budista chino Ch'an, nacido en Luoyang (Henan) en el seno de una familia de eruditos, siendo el menor de cuatro hermanos (algunos textos mencionan que tenía dos hermanos mayores y una hermana mayor).
En 629 parte en peregrinaje a la India, de donde vuelve en abril de 645 con gran cantidad de textos en sánscrito, aumentando así considerablemente la cantidad de literatura budista disponible en China. Con el apoyo del emperador, fundó un importante departamento de traducción en Xi'an, que albergaba estudiantes y colaboradores de toda el Asia del Este. Se le reconoce la traducción de unos 1.330 fascículos de escrituras al chino.
El vigor de sus propios estudios, traducciones y comentarios de los textos de estas tradiciones propició el desarrollo de la escuela Faxiang en Asia del Este. Aunque esta escuela no duró mucho tiempo, sus teorías acerca de la percepción, la conciencia, el karma, el renacimiento, etc., arraigaron en las doctrinas de otras escuelas más prósperas. El estudiante más brillante de Xuanzang y más cercano a él fue Kuiji, reconocido como el primer patriarca de la escuela Faxiang.

## Los años de formación

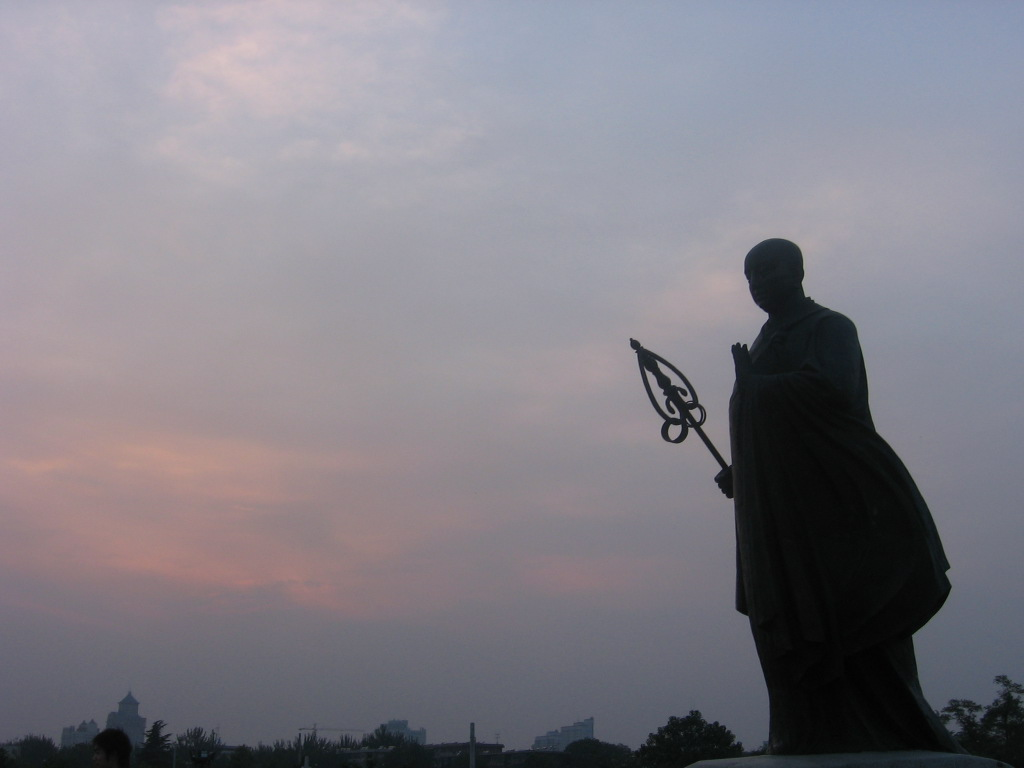
Estatua de Xuanzang en la Gran pagoda del ganso salvaje en Xi'an.

Su bisabuelo fue un oficial que servía como prefecto y su abuelo fue designado profesor del Colegio Imperial de la capital. Su padre era un confucianista conservador que abandonó su cargo y se refugió en el aislamiento para escapar de la inestabilidad política que agitaba China en esa época. Según las biografías tradicionales, Xuanzang mostró una seriedad e inteligencia excepcionales, asombrando a su padre por la cuidadosa observacia de los rituales confucianistas a la edad de 8 años. Junto con sus hermanos y hermana, recibió una temprana educación de su padre, quien le instruyó en los trabajos clásicos de la piedad filial y otros tratados canónicos del confucianismo ortodoxo.
Aunque nacido en el seno de una familia esencialmente confucianista, Xuanzang expresó desde su más tierna infancia el deseo de convertirse en monje budista, como uno de sus hermanos mayores. Tras la muerte de su padre en 611, durante cinco años vivió con este hermano (Chensu, más tarde conocido cono Changjie) en el monasterio de Jingtu en Luoyang, auspiciado por la dinastía Sui. Durante esta época estudió el budismo theravāda y mahāyāna, sintiéndose más inclinado hacia este último. 
En 618, mientras la dinastía Sui se desmorona, Xuanzang y su hermano huyen hacia Chang'an (Xi'an), que se había proclamado capital de la dinastía Tang, y más tarde de allí al sur, a Chengdu, en la provincia de Sichuan. Los dos hermanos pasaron allí dos o tres años sumergidos en profundos estudios, en el monasterio de Kong Hui. Cuando, a la edad de trece años, Xuanzang solicitó tomar las órdenes budistas, el abad Zheng Shanguo hizo una excepción en su caso por sus precoces conocimientos.
Xuanzang fue ordenado monje en 622, a la edad de 20 años. La gran cantidad de contradicciones y discrepancias que encontró en los textos le impulsó a ir a la India para estudiar las fuentes originales del budismo. Se separó de su hermano y volvió a Chang'an para aprender lenguas extranjeras y continuar sus estudios de budismo. En 626 empezó a dominar el sánscrito, y probablemente estudió tocario. En esta época, Xuanzang se interesó también por la escuela metafísica yogacara.

## Peregrinaje

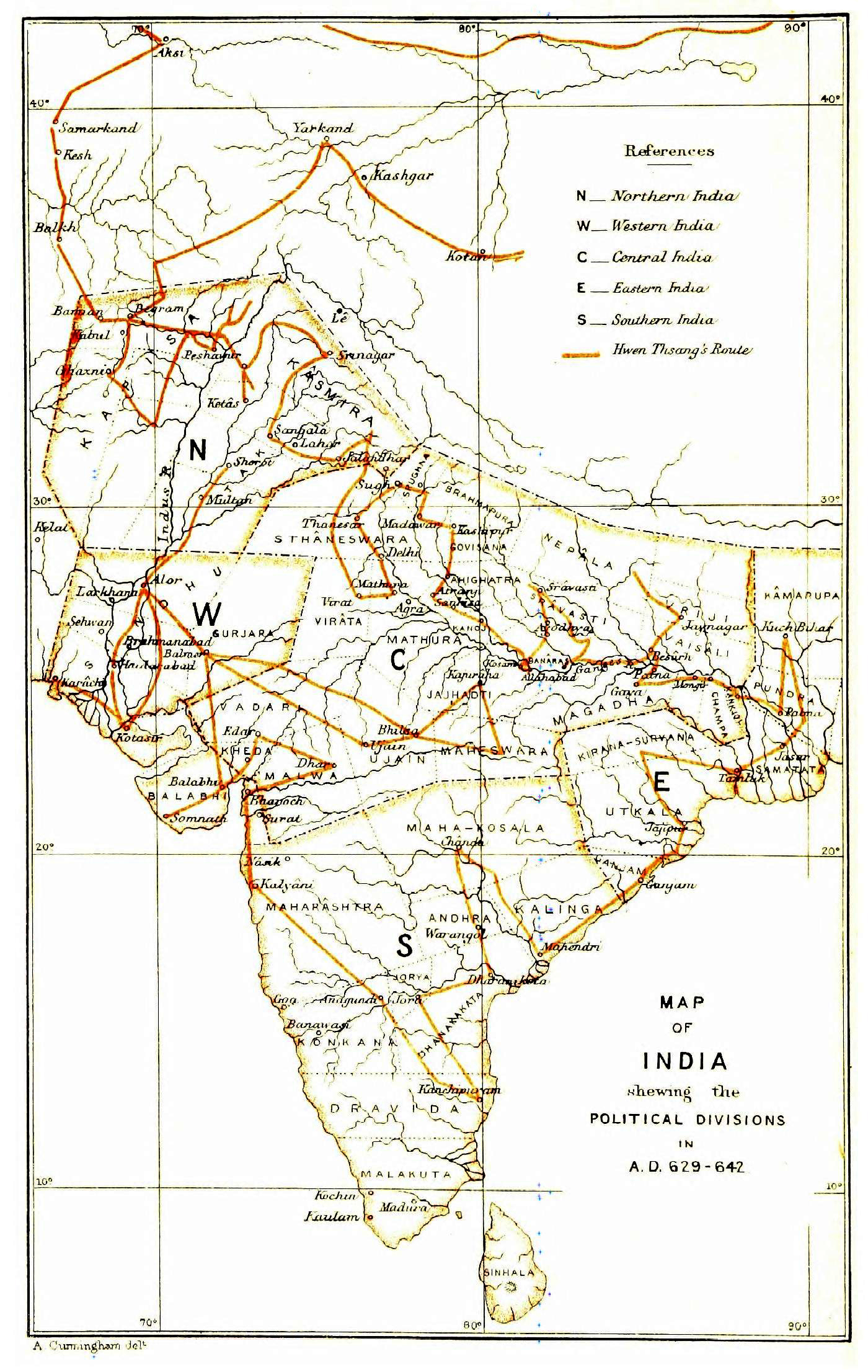
Ruta seguida por Xuanzang en India (mapa dibujado por Alexander Cunningham)

En 629, Xuanzang tuvo un sueño que le convenció de dirigirse a la India. La dinastía Tang y los Gökturks orientales estaban en guerra, y el emperador Tang Taizong había prohibido todo viaje al extranjero. Xuanzang persuadió a unos guardias budistas a las puertas de Yumen para que le dejaran pasar y salió del imperio pasando por Liangzhou en el Gansu, y la provincia de Qinghai. Cruzó el desierto de Gobi hacia Kumul (Hami), siguiendo la cordillera de Tian Shan hacia el oeste, llegando finalmente a Turfán en 630. Se entrevistó con el rey del país, budista, que le proporcionó cartas de presentación y algunos objetos de valor para sufragar su viaje. 
Siguiendo más al oeste, Xuanzang escapó de un grupo de ladrones y alcanzó Yanqi, luego visitó los monasterios theravāda  de Kucha. Siempre más al oeste, pasó por Aksu antes de dirigirse hacia el suroeste para entrar en lo que actualmente es el Kirguistán. Bordeó el lago Issyk-Kul antes de visitar Tokmak al noroeste, y de encontrarse con el gran Khan de los turcos Gök occidentales, que en esa época mantenía relaciones amistosas con el emperador Tang. Tras ser agasajado, Xuanzang continuó al sureste hacia Taskent, hoy la capital de Uzbekistán. A partir de allí, prosiguió a través del desierto hasta Samarcanda. En esta ciudad, bajo influencia persa, visitó algunos templos budistas abandonados e impresionó al rey local por sus prédicas. Yendo hacia el sur, Xuanzang atravesó el Pamir probablemente por Tashkurgán, alcanzó el río Amu Daria (Oxus), y luego la ciudad de Termez, donde encontró una comunidad de más de mil monjes budistas. 
Más al este, llegó a Kunduz donde permaneció durante un tiempo; allí presenció los ritos funerarios en honor del príncipe Tardu, muerto por envenenamiento. Conoció al monje Dharmasimha, y se dirigió en dirección oeste hacia Balj en el actual Afganistán, para visitar lugares y reliquias budistas, especialmente el Nava Vihara, o Nawbahar, que describió como la institución monástica más al oeste del mundo. Allí, Xuanzang se encontró también con más de 3000 monjes theravāda, entre ellos Prajnakara, con quien estudió las escrituras theravāda. Allí se hizo con el importante texto Mahavibhasa, que posteriormente tradujo al chino. Prajnakara acompañó al grupo de viajeros hacia el sur, hacia Bamiyán, donde Xuanzang conoció al rey y visitó decenas de monasterios theravāda, así como los dos budas gigantes esculpidos en el acantilado, que los talibán destruyeron en 2001. El grupo retomó su periplo hacia el este, pasando por el paso de Shibar y volviendo a bajar hacia la capital regional de Kapisi (a unos 60 km al norte de la moderna Kabul), que tenía más de 100 monasterios y 6000 monjes, mayoritariamente de la escuela mahāyāna, en la mítica zona del Gandhara. Xuanzang participó en un debate religioso e hizo gala de su extenso conocimiento de las diversas escuelas budistas. Es también allí donde conoció a los primeros jainistas e hinduistas de su viaje. Siguió adelante hacia Nagarahâra, la actual Jalalabad, y Lagmán, donde consideró por fin haber alcanzado su meta, la India. Corría el año 630.

## En la India

Retrato de Xuanzang en ruta hacia la India.

Xuanzang abandonó Nagarahâra, donde encontró pocos monjes budistas pero muchos monasterios y estupas. Atravesó Hunza por el paso de Khyber hacia el este, llegando a la antigua capital de Gandhara, Peshawar. La ciudad no era nada comparada con su antiguo esplendor, y en la región el budismo estaba en franco declive. Xuanzang visitó varias estupas cerca de Peshawar, especialmente una construida por el rey Kanishka, en el sureste de la ciudad. Esta estupa fue redescubierta en 1908 por D. B. Spooner gracias a los relatos del viajero chino. 
Xuanzang se dirigió a continuación hacia el nordeste en dirección al valle del Swat. Al llegar a Udyana, encontró 1400 antiguos monasterios, que contaron en el pasado con hasta 18 000 monjes. Los monjes que aún vivían allí eran de la escuela mahāyāna. Xuanzang continuó hacia el norte, hacia el valle de Buner, antes de volver por Shabaz Gharni para atravesar el Indo en Hund. Se dirigió hacia Taxila, un reino budista mahāyāna, dependiente de Cachemira, hacia donde fue. Esta nueva región contaba con más de 5000 monjes budistas en 100 monasterios y allí contactó con un eminente monje de la escuela mahāyāna con quien pasó los dos años siguientes (631-633) estudiando los escritos de diversas escuelas budistas. En este periodo, Xuanzang escribió sobre el cuarto concilio budista que había tenido lugar muy cerca de allí, hacia 100, convocado a petición de Kanishka. 
En 633, Xuanzang abandonó Cachemira y se puso en marcha hacia el sur por Chinabhukti (probablemente la moderna Firozpur) donde estudió durante todo un año con el príncipe-monje Vinitaprabha.
En 634 tomó la dirección del este hacia Jalandhar en el Punjab, visitó los monasterios theravāda del valle de Kulu y descendió por el sur hacia Bairat y Mathurā, en el río Yamuna. Mathura albergaba 2000 monjes monjes de las dos principales escuelas budistas, a pesar de que el hinduismo era preponderante en la región. Xuanzang remontó el río hasta Srughna antes de dirigirse por el este hacia Matipura, donde llegó en 635, después de haber atravesado el río Ganges. Desde allí, se dirigió hacia el sur, atravesó Sankasya (Kapitha), donde se dice que Buda descendió del cielo, y llegó en 636 a la capital del rajá Harsha o Harshavardhana de Kanyakubja (Kanauj). Xuanzang encontró 100 monasterios de las dos escuelas principales con 10 000 monjes y quedó impresionado por la protección que el rey brindaba a los estudiantes y a los budistas. Se percató también del ejército del rajá: 500 elefantes, 20 000 caballeros y 50 000 soldados de infantería, pero los ataques de los bandidos (dacoits) que desolaban sus tierras muestran que Harsha no controlaba perfectamente su territorio. Pasó un tiempo en la ciudad estudiando las escrituras theravāda, y luego partió hacia Ayodhya (Saketa), cuna de la escuela yogacara. Xuanzang se dirigió por el sur hacia Kausambi (Kosam), donde mandó realizar una copia de una famosa pintura local de Buda.
Xuanzang tomó la ruta del norte hacia Sravasti, donde Buda permaneció 25 estaciones de lluvias, recorrió el Terai, la parte meridional del actual Nepal, donde encontró monasterios budistas abandonados, y llegó a Kapilavastu, su última parada antes de Lumbini. Posiblemente visitó el pilar cerca del viejo árbol de Ashoka bajo el cual, según dice la tradición, nació Buda. El pilar fue redescubierto en 1895 por A.Fuhrer.
En 637, Xuanzang se fue de Lumbini hacia Kusinagara, el lugar donde Buda alcanzó el nirvana, después visitó el parque de las gacelas en Sarnath donde Buda dio su primer sermón, y allí encontró a 1500 monjes monjes residentes. Viajó por Benarés, Vaisali, Pataliputra (Patna) y llegó a BodhGaya, donde Buda alcanzó la iluminación. Acompañado de monjes locales, llegó a Nalanda, la gran universidad india de la antigüedad, donde estuvo como mínimo los dos años siguientes. Estaba en compañía de varios miles de monjes — por esa época, se estima su número en unos diez mil — con quienes estudió lógica, gramática, sánscrito y la doctrina yogacara, escuela budista predominante en Nalanda en esos tiempos.
Superando la tentación de seguir disfrutando esa comunidad de estudios, Xuanzang continuó su viaje dirigiéndose hacia Bengala, donde pasó el verano de 638.
Pero ya pensaba en otro destino, la isla de Ceilán, foco de la escuela hînayâna que carecía a su vez del horizonte del budismo indio. Además, desde el reinado de Ashoka, la isla era depositaria de una reliquia importante, un diente de Buda que se encontró entre las cenizas de su hoguera funeraria. Unos monjes del sur venidos en peregrinaje le convencieron de continuar por tierra y tomar un barco para efectuar la travesía a la isla en vez de embarcarse desde el puerto de Tamralipti (la actual Tamluk). Siguió entonces la costa oriental, atravesó Orissa, encontró y describió a los aborígenes poco indianizados, luego entró en el Andhra Pradesh, la primera de las regiones de lengua dravídica, y llegó a Amaravati o Bezvada en la estación de las lluvias de 639. Continuó su descenso, entró en el país pallava, y llegó a Mahabalipuram, donde descubrió probablemente el Descenso del Ganges en construcción.
En Kanchipuram, unos religiosos cingaleses huyendo de la guerra civil que asolaba la isla le desaconsejaron quedarse allí. Renunció pues a desgana y visitó Tanjavur y Madurai. Remontó la costa occidental, atravesando el país konkani (Goa) y Maharashtra, que pertenecían entonces al imperio Chalukya y posiblemente pasó en Nasik la temporada de lluvias de 641. Visitó Ajantā sin hacer su descripción, y permaneció algunos días en el puerto de Baroch, la Barygaza de los griegos, el gran puerto de comercio de la India con Egipto. Atravesó el Guyarat, entró en el Sind, y recopiló información sobre el imperio sasánida que pronto sería barrido por la conquista árabe. 
Curiosamente, Xuanzang, que visitaba concienzudamente todos los lugares budistas de la India, no hizo ninguna referencia a Sanchi, centro importante y activo en la época de su estancia allí, ya que un templo, que quedó inacabado, estaba entonces en construcción.
Pronto estuvo de vuelta en la prestigiosa universidad de Nalanda, donde reemprendió sus lides oratorias defendiendo la doctrina de Buda contra las de los brahmanes y sabios shivaístas y visnusitas. El rajá Bhaskara Kumara de Assam, que había oído hablar de él, le invitó a pasar una temporada en su reino, del que Xuanzang había hecho la descripción. Allí, pensó por un momento en volver a la Chin, relativamente cercana, pero abandonó la idea ante la dificultad del terreno y los riesgos que entrañaban la enfermedad y las bestias salvajes. Entonces Harsha, el último de los grandes reyes indios budistas y soberano del rey de Assam, le hizo saber que deseaba gozar de su presencia.
A pesar de su adhesión al budismo mahāyāna, y como todos los soberanos de la India, Harsha no había roto con los brahmanes y las sectas hinduistas, y pensaba organizar una asamblea entre sabios religiosos de todas las obediencias. Durante los primeros días de 643, dispensó una generosísima recepción al peregrino, y luego lo acompañó remontando el Ganges hacia Kanauj. Los sabios religiosos se reunieron pronto para la asamblea y Xuanzang se mostró tan brillante que hizo enfadar a sus correligionarios del Pequeño Vehículo. Un santuario construido por Harsha para colocar una estatua de Buda fue incendiado, probablemente por los brahmanes descontentos, y el rey mismo se salvó de una tentativa de asesinato, que implicaba a estos mismos brahmanes. Quinientos de ellos fueron deportados fuera de las fronteras de la India, un castigo más severo que la muerte ya que los obligaba a vivir en la impureza. Harsha invitó luego a Xuanzang a Prayag, la actual Prayagraj, y ambos se reunieron con 18 vasallos del rey para asistir a la Kumbhamela, de la cual el peregrino haría la primera reseña histórica.
A pesar de la insistencia de Harsha, Xuanzang emprendió el camino de retorno. A inicios de 644, atravesó el Indo, donde una cincuentena de manuscritos cayeron al río dándose por perdidos, así como semillas de flores que traía para China. El rey de Cachemira, habiéndose enterado de que Xuanzang no cruzaría su país, fue a su alcance. Es probable que los pequeños rajás vieran en él la esperanza de un apoyo chino contra las hordas turcas interesadas en sus riquezas, pero, sin embargo, acababan siempre por convertirse al budismo. Qué poco se imaginaban que el Islam iba pronto a romper, a hacer desaparecer los restos de la civilización grecobúdica e interrumpir el contacto entre la India y la cuenca mediterránea.
Xuanzang reanudó así la ruta del Pamir, rehaciendo en sentido inverso el camino que le había conducido a la India. Con veinte caballos, 657 textos budistas y 150 reliquias, volvió a China, llegando en 645 a Chang'an. El emperador Tang Taizong le dio el título de Tripitaka y le apoyó financieramente, y Xuanzang pudo traducir 74 textos sagrados del sánscrito al chino (entre ellos el Nyāyamukha (649) y el Nyāyapraveśa (647)), que contribuyeron considerablemente a la expansión del budismo en China.
Murió en 664 en Yu Hua Gong.

## Su herencia

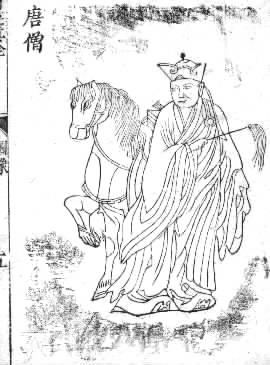
Dibujo representando a Xuanzang en la obra Viaje al Oeste

Xuanzang es conocido por su extenso trabajo de traducción de los textos búdicos indios al chino, que permitió la reconstrucción posterior de textos indios perdidos. Está reconocido como escritor o compilador del Cheng Weishi Lun, comentarios sobre estos textos. También fundó la escuela Faxiang de Budismo, de corta vida. Además, es conocido por haber compilado los eventos del reino del emperador del norte de la India Harsha.
En 646, a requerimientos del Emperador, Xuanzang completó su libro "Viaje al Oeste en la Gran Dinastía Tang", que se ha convertido en una de las fuentes principales para el estudio del Asia Central y la India medievales. Este libro se tradujo primeramente al francés en 1857 por el sinólogo Stanislas Julien. También existe una biografía de Xuanzang escrita por el monje Huili. Ambos libros fueron traducidos por primera vez al inglés por Samuel Beal, en 1884 y 1911 respectivamente. T. S. Rhys Dadivds y S.W. Bushell editaron una traducción en inglés con numerosas notas de Thomas Watters, publicada póstumamente en Londres en 1905.
Sus relatos de viaje ofrecen una descripción de la India budista en la época en que inicia su declive. Son de gran interés por el conocimiento de la India de esa época.
El viaje de Xuanzang por la denominada Ruta de la Seda, y las leyendas que se forjaron a su alrededor, inspiraron a Wu Cheng'en (siglo XVI) la novela Hsi Yu Chi o Viaje al Oeste, uno de los grandes clásicos de la literatura china, comparable al Quijote de la Mancha. El Xuanzang de la novela es la reencarnación de un discípulo de Gautama Buda, y está protegido en su viaje por tres famosos monstruos. Uno de ellos, el mono, era el más popular e influenció profundamente a la cultura china y al manga japonés contemporáneo (incluyendo la popular serie Dragon Ball), y se hizo muy popular en Occidente por la traducción de Arthur Waley y la posterior serie de culto de TV Monkey.
Apoyándose en los textos de Xuanzang, una misión arqueológica francesa dirigida por Zemaryali Tarzi, arqueólogo francés de origen afgano, efectúa actualmente (2005) investigaciones en el valle de Bamiyan para recuperar un Buda acostado, en paranirvana, que el viajero chino estimó de una longitud de 300 m.

## Reliquias
El supuesto cráneo de Xuanzang se hallaba en el Templo de la Gran Compasión en Tianjin, hasta que en 1956 fue trasladado a Nalanda (supuestamente por el dalái lama) y ofrecido a la India. Actualmente la reliquia se encuentra en el museo de Patna. El Monasterio Wenshu en Chengdu también reivindica poseer una parte del cráneo de Xuanzang.

## Otras transcripciones de su nombre
Xuanzang es conocido también por la transcripción en cantonés de su nombre, Táng Sānzàng (唐三藏), como Tong Sam Jong. Romanizaciones menos conocidas de Xuanzang son Hhuen Kwan, Hiouen Thsang, Hiuen Tsiang, Hsien-Tsang, Hsuan-Tsuang, Hsuan Chwang, Hsuan Tsiang, Hwen Thsang, Xuan Cang, Xuan Zang, Shuen Shang, Yuan Chang, Yuan Chwang y Yuen Chwang. En japonés, es conocido como Genjō o Sanzō.